# Elecciones seccionales de Ecuador de 1992
Las elecciones seccionales de Ecuador de 1992 se realizaron el 17 de mayo de 1992 para renovar los cargos de 20 prefectos, 27 alcaldes, 153 consejeros provinciales, 153 presidentes de concejos municipales y 773 concejales cantonales para los periodos 1992-1994 y 1992-1996.
Se realizaron de forma simultánea con las elecciones presidenciales y legislativas de 1992.

## Resumen de resultados por partido

### Prefecturas
| Partido político                         | N.º de Prefectos |
| ---------------------------------------- | ---------------- |
| Partido Social Cristiano (PSC)           | 8                |
| Izquierda Democrática (ID)               | 3                |
| Partido Roldosista Ecuatoriano (PRE)     | 2                |
| Democracia Popular (DP)                  | 2                |
| Partido Unidad Republicana (PUR)         | 1                |
| Frente Amplio de Izquierda (FADI)        | 1                |
| Partido Conservador Ecuatoriano (PCE)    | 1                |
| Concentración de Fuerzas Populares (CFP) | 1                |
| Frente Radical Alfarista (FRA)           | 1                |
| Total                                    | 20               |

### Alcaldías
| Partido político                           | N.º de Alcaldes |
| ------------------------------------------ | --------------- |
| Partido Roldosista Ecuatoriano (PRE)       | 6               |
| Partido Social Cristiano (PSC)             | 4               |
| Izquierda Democrática (ID)                 | 4               |
| Partido Socialista Ecuatoriano (PSE)       | 4               |
| Democracia Popular (DP)                    | 2               |
| Movimiento Popular Democrático (MPD)       | 2               |
| Partido Unidad Republicana (PUR)           | 1               |
| Frente Amplio de Izquierda (FADI)          | 1               |
| Partido Conservador Ecuatoriano (PCE)      | 1               |
| Partido Liberal Radical Ecuatoriano (PLRE) | 1               |
| Partido Liberación Nacional (PLN)          | 1               |
| Total                                      | 27              |

Fuente:

## Resultados

### Azuay

#### Ganadores
| Dignidad              | Candidato ganador        | Partido o alianza |
| --------------------- | ------------------------ | ----------------- |
| Prefectura Provincial | Alejandro Corral Borrero | DP                |
| Cuenca                | Xavier Muñoz Chávez      | DP                |

Fuente:

### Bolívar

#### Ganadores
| Dignidad              | Candidato ganador         | Partido o alianza |
| --------------------- | ------------------------- | ----------------- |
| Prefectura Provincial | Rigoberto Llerena Cardona | ID                |
| Guaranda              | Freddy Espinoza Chimbo    | ID                |

Fuente:

### Cañar

#### Ganadores
| Dignidad              | Candidato ganador       | Partido o alianza |
| --------------------- | ----------------------- | ----------------- |
| Prefectura Provincial | Iván Castanier Crespo   | PSC               |
| Azogues               | Segundo Serrano Serrano | PSE               |

Fuente:

### Carchi

#### Ganadores
| Dignidad              | Candidato ganador     | Partido o alianza |
| --------------------- | --------------------- | ----------------- |
| Prefectura Provincial | Julio Robles Castillo | PCE               |
| Tulcán                | Marco Antonio Urresta | PSE               |

Fuente:

### Chimborazo

#### Ganadores
| Dignidad              | Candidato ganador       | Partido o alianza |
| --------------------- | ----------------------- | ----------------- |
| Prefectura Provincial | Guillermo Arellano Meza | PUR               |
| Riobamba              | Carlos Castro Vaca      | MPD               |

Fuente:

### Cotopaxi

#### Ganadores
| Dignidad              | Candidato ganador         | Partido o alianza |
| --------------------- | ------------------------- | ----------------- |
| Prefectura Provincial | Rodrigo Iturralde Darquea | PSC               |
| Latacunga             | Rubén Terán Vásconez      | PSC               |

Fuente:

### El Oro

#### Ganadores
| Dignidad              | Candidato ganador            | Partido o alianza |
| --------------------- | ---------------------------- | ----------------- |
| Prefectura Provincial | Carlos Falquez Batallas      | PSC               |
| Machala               | Mario Minuche Murillo (Hijo) | PRE               |

Fuente:

### Esmeraldas

#### Ganadores
| Dignidad              | Candidato ganador     | Partido o alianza |
| --------------------- | --------------------- | ----------------- |
| Prefectura Provincial | Carlos Saúd Saúd      | PSC               |
| Esmeraldas            | Francisco Mejía Villa | ID                |

Fuente:

### Galápagos

#### Ganadores
| Dignidad                                | Candidato ganador       | Partido o alianza |
| --------------------------------------- | ----------------------- | ----------------- |
| San Cristóbal - Puerto Baquerizo Moreno | Milton Aguas San Miguel | ID                |

Fuente:

### Guayas

#### Guayaquil

##### Ganadores
| Dignidad              | Candidato ganador               | Partido o alianza |
| --------------------- | ------------------------------- | ----------------- |
| Prefectura Provincial | Nicolás Lapentti Carrión        | PSC               |
| Guayaquil             | León Febres-Cordero Ribadeneyra | PSC               |
| Durán                 | Luis Santos Martínez            | PSC               |
| Milagro               | Lister Andrade Ortega           | PCE               |

Fuente:

### Imbabura

#### Ganadores
| Dignidad              | Candidato ganador      | Partido o alianza |
| --------------------- | ---------------------- | ----------------- |
| Prefectura Provincial | Luis Mejía Montesdeoca | ID                |
| Ibarra                | Marco Tafur Santi      | PSE               |

Fuente:

### Loja

#### Ganadores
| Dignidad              | Candidato ganador      | Partido o alianza |
| --------------------- | ---------------------- | ----------------- |
| Prefectura Provincial | Miguel Valarezo Sigcho | PSC               |
| Loja                  | Jorge Reyes Jaramillo  | MPD               |

### Los Ríos

#### Ganadores
| Dignidad              | Candidato ganador       | Partido o alianza |
| --------------------- | ----------------------- | ----------------- |
| Prefectura Provincial | Oscar Llerena Olvera    | PRE               |
| Babahoyo              | Julio Touma Bacilio     | PRE               |
| Quevedo               | Víctor Hugo Silva Hoyos | PRE               |

Fuente:

### Manabí

#### Ganadores
| Dignidad              | Candidato ganador         | Partido o alianza |
| --------------------- | ------------------------- | ----------------- |
| Prefectura Provincial | Clemente Vásquez González | PSC               |
| Portoviejo            | José Delgado Cedeño       | ID                |
| Chone                 | Raúl Andrade Arteaga      | PRE               |
| Manta                 | Jhonny Loor Rodríguez     | PLRE              |

Fuente:

### Morona Santiago

#### Ganadores
| Dignidad              | Candidato ganador           | Partido o alianza |
| --------------------- | --------------------------- | ----------------- |
| Prefectura Provincial | Joaquín Estrella Velín      | ID                |
| Macas                 | Washington Ricaurte Dávalos | PUR               |

Fuente:

### Napo

#### Ganadores
| Dignidad              | Candidato ganador     | Partido o alianza |
| --------------------- | --------------------- | ----------------- |
| Prefectura Provincial | Eduardo Vayas Salazar | CFP               |
| Tena                  | Alex Hurtado Borbúa   | PLN               |

Fuente:

### Pastaza

#### Ganadores
| Dignidad              | Candidato ganador           | Partido o alianza |
| --------------------- | --------------------------- | ----------------- |
| Prefectura Provincial | Roberto de la Torre Andrade | FADI              |
| Pastaza - Puyo        | Patricio López Cobo         | FADI              |

Fuente:

### Pichincha

#### Quito

##### Ganadores
| Dignidad                       | Candidato ganador       | Partido o alianza |
| ------------------------------ | ----------------------- | ----------------- |
| Prefectura Provincial          | Federico Pérez Intriago | FRA               |
| Quito                          | Jamil Mahuad Witt       | DP                |
| Santo Domingo de los Colorados | Ramiro Gallo Peneyda    | PRE               |

Fuente:

### Sucumbíos

#### Ganadores
| Dignidad                | Candidato ganador      | Partido o alianza |
| ----------------------- | ---------------------- | ----------------- |
| Prefectura Provincial   | Eliseo Azuero Rodas    | DP                |
| Lago Agrio - Nueva Loja | Pedro Vélez Peñarrieta | PRE               |

Fuente:

### Tungurahua

#### Ganadores
| Dignidad              | Candidato ganador               | Partido o alianza |
| --------------------- | ------------------------------- | ----------------- |
| Prefectura Provincial | María Hortensia Albán Astudillo | PSC               |
| Ambato                | Luis Fernando Torres Torres     | PSC               |

Fuente:

### Zamora Chinchipe

#### Ganadores
| Dignidad              | Candidato ganador          | Partido o alianza |
| --------------------- | -------------------------- | ----------------- |
| Prefectura Provincial | Víctor Rodríguez Peñarreta | PRE               |
| Zamora                | Hernán Valarezo Soto       | PSE               |

Fuente: